# (1819) Laputa
(1819) Laputa – planetoida z pasa głównego planetoid okrążająca Słońce w ciągu 5 lat i 209 dni w średniej odległości 3,14 au Została odkryta 9 sierpnia 1948 roku w Union Observatory w Johannesburgu przez Ernesta Johnsona. Nazwa planetoidy pochodzi od latającej wyspy Laputa z Podróży Guliwera. Przed nadaniem nazwy planetoida nosiła oznaczenie tymczasowe (1819) 1948 PC.